# E62 (trasa europejska)
E62 – trasa europejska biegnąca przez Francję, Szwajcarię i Włochy. Zaliczana do tras pośrednich wschód – zachód droga łączy Nantes z Genuą. Jej długość wynosi 1307 km.

## Stary system numeracji
Do 1983 obowiązywał poprzedni system numeracji, według którego oznaczenie E62 dotyczyło trasy: Hof — Chemnitz — Leipzig — Halle — Magdeburg. Arteria E62 była wtedy zaliczana do kategorii „B”, w której znajdowały się trasy europejskie będące łącznikami lub odgałęzieniami.

### Drogi w ciągu dawnej E62
Lista dróg opracowana na podstawie materiału źródłowego
| NRD | - autostrada E62 (A8): Plauen – Reichenbach – Zwickau – Chemnitz (Karl-Marx-Stadt) - droga nr 95: Karl-Marx-Stadt – Penig – Borna – Leipzig - autostrada E62 (A10): Leipzig – Halle - droga nr 6: Halle – Könnern - droga nr 71: Könnern – Bernburg – Stassfurt – Magdeburg |